# Fraser Valley Venom Rugby Football Club
 (juillet 2025).
Motif : Aucune source secondaire ne permet de vérifier la notoriété de ce club amateur
- Archive Wikiwix
- Bing
- Cairn
- DuckDuckGo
- E. Universalis
- Gallica
- Google
- G. Books
- G. News
- G. Scholar
- Persée
- Qwant
- (zh) Baidu
- (ru) Yandex
- (wd) trouver des œuvres sur Wikidata

| 1. | Préciser le motif de la pose du bandeau. | Précisez le motif de la pose du bandeau en utilisant la syntaxe suivante : {{admissibilité à vérifier\|date=juillet 2025\|motif=remplacez ce texte par le motif}}                                            |
| 2. | Informer les utilisateurs concernés.     | Pensez à avertir le créateur de l'article, par exemple, en insérant le code ci-dessous sur sa page de discussion : {{subst:avertissement admissibilité à vérifier\|Fraser Valley Venom Rugby Football Club}} |

Maillots
Dernière mise à jour : 26 mai 2015.
Le  Fraser Valley Venom  est une équipe de rugby canadien, dont les joueurs sont issus de la Fraser Valley Rugby Union, membre de la British Columbia Rugby Union, qui a évolué dans la Rugby Canada Super League.
Les joueurs de l'équipe sont originaires de la Fraser Valley Rugby Union, un des 4 comités de la British Columbia Rugby Union.
Il est basé dans la vallée du Fraser, partie de la province de la Colombie-Britannique (Canada). Le club joue au Rotary Stadium à Abbotsford.
Le club de Venom a gagné le championnat de 2000 battant les Nova Scotia Keltics 15-9 et le championnat de 2001 en défaisant les Toronto Renegades 20-14.

## Histoire
En 1998, la fédération nationale de rugby à XV, Rugby Canada, et les fédérations provinciales se mirent d'accord pour créer la Rugby Canada Super League. Dix fédérations provinciales (et des comités dépendant de celles-ci) furent invitées à concourir dans cette ligue nationale semi-professionnelle.

## Palmarès
- Champions du Canada en 2000 et 2001.